# 112e bataillon de tirailleurs sénégalais
Pour le bataillon de tirailleurs sénégalais no 112 formé en 1948, voir bataillon de tirailleurs sénégalais n° 2 de Madagascar. Pour les autres significations, voir 112e bataillon.
Le 112e bataillon de tirailleurs sénégalais (112e BTS) est un bataillon des troupes coloniales françaises.

## Création et différentes dénominations
- 4 octobre 1918 : Formation du 112e bataillon de tirailleurs sénégalais à Gafsa avec des éléments provenant des 92e et 94e BTS[1]
- 1er avril 1919 : Dissolution, les effectifs du bataillon vont former une partie du 14e régiment de tirailleurs sénégalais[2]

## Chefs de corps
- 4 octobre 1918 : Chef de Bataillon Bonne
- 19 février 1919 : Capitaine Brillet

## Historique des garnisons, combats et batailles du112eBTS
Le bataillon n'a pas combattu.

### Sources et bibliographie
- Journal des marches et des opérations du 112e BTS (no 26 N 873/14) (lire en ligne)